# 90 (číslo)
Devadesát je přirozené číslo. Následuje po číslu osmdesát devět a předchází číslu devadesát jedna. Řadová číslovka je devadesátý. Římskými číslicemi se zapisuje XC. Tutéž číselnou hodnotu má i hebrejské písmeno cade.

## Matematika
Devadesát je
- abundantní číslo
- nepříznivé číslo
- v desítkové soustavě nešťastné číslo

## Chemie
- 90 je atomové číslo thoria; stabilní izotop s tímto neutronovým číslem má 5 prvků (neodym, samarium, europium, gadolinium a dysprosium; a nukleonové číslo nejlehčího stabilního a současně nejběžnějšího izotopu zirkonia[1]

## Ostatní
- +90 je mezinárodní telefonní předvolba Turecka
- Devadesátka pokračuje – román pro mládež českého spisovatele Jaroslava Foglara

## Roky
- 90
- 90 př. n. l.